# تقریبا مرده (آلبوم)
| بررسی انتقادی    | بررسی انتقادی |
| منبع             | رتبه‌بندی      |
| ---------------- | ------------- |
| AllMusic         | [ ۱ ]         |
| Robert Christgau | A−            |
| Punknews         | [ ۳ ]         |

تقریباً مرده (به انگلیسی: As Good as Dead) عنوان دومین آلبوم استودیویی توسط گروه موسیقی راک آمریکایی است؛ که در تاریخ ۱۶ آوریل ۱۹۹۶ توسط کمپانی آیلند رکوردز منتشر شد.

## تاریخ انتشار
| منطقه        | تاریخ         | قالب         | برچسب | Ref.  |
| ------------ | ------------- | ------------ | ----- | ----- |
| ایالات متحده | ۱۶ آوریل ۱۹۹۶ | سی دی        | جزیره | [ ۴ ] |
| ایالات متحده | ۱۵ آوریل ۲۰۱۶ | آلبوم پرآهنگ |       |       |